# Terry Paine
Terence Lionel "Terry" Paine (* 23. březen 1939, Winchester) je bývalý anglický fotbalista. Nastupoval především na postu záložníka.
S anglickou reprezentací vyhrál mistrovství světa roku 1966, na tomto turnaji odehrál jeden zápas. Celkem za národní tým sehrál 19 utkání, v nichž vstřelil 7 branek.
Největší část své kariéry strávil v klubu Southampton FC (1957–1974). V anglické nejvyšší soutěži s ním dosáhl nejvýše na sedmé místo (1968/69, 1970/71).